# Союз арабских футбольных ассоциаций
Сою́з Ара́бских Футбо́льных Ассоциа́ций (араб. الاتحاد العربي لكرة القدم‎; англ. Union of Arab Football Associations) сокр. UAFA, в русской транслитерации УАФА) — организация, объединяющая национальные футбольные ассоциации стран арабского мира. УАФА занимается организацией всех арабских соревнований клубов и сборных, распределяет доходы от рекламы и трансляций между клубами и национальными ассоциациями, входящими в её состав.

## Члены УАФА
В УАФА входит 22 арабских страны, расположенных в Азии и Африке.
По географическому принципу УАФА разделена на 2 региона. Из стран Арабского мира в состав УАФА не входит только Западная Сахара.

### Азия (АФК)
- Бахрейн
- Иордания
- Ирак
- Йемен
- Катар
- Кувейт
- Ливан
- ОАЭ
- Оман
- Государство Палестина
- Саудовская Аравия
- Сирия

### Африка (КАФ)
- Алжир
- Джибути
- Египет
- Коморы
- Ливия
- Мавритания
- Марокко
- Сомали
- Судан
- Тунис

## Представители на чемпионатах мира
- 1930 — Нет
- 1934 —  Египет
- 1938 — Нет
- 1950 — Нет
- 1954 — Нет
- 1958 — Нет
- 1962 — Нет
- 1966 — Нет
- 1970 —  Марокко
- 1974 — Нет
- 1978 —  Тунис
- 1982 —  Кувейт,  Алжир
- 1986 —  Ирак,  Алжир,  Марокко
- 1990 —  ОАЭ,  Египет
- 1994 —  Саудовская Аравия,  Марокко
- 1998 —  Саудовская Аравия,  Марокко,  Тунис
- 2002 —  Саудовская Аравия,  Тунис
- 2006 —  Саудовская Аравия,  Тунис
- 2010 —  Алжир
- 2014 —  Алжир
- 2018 —  Саудовская Аравия,  Марокко,  Тунис,  Египет
- 2022 —  Саудовская Аравия,  Марокко,  Тунис,  Катар

## Достижения

### Кубок Азии
| Команда           | Победа               | Финал                | 3-е место | 4-е место |
| ----------------- | -------------------- | -------------------- | --------- | --------- |
| Саудовская Аравия | 3 (1984, 1988, 1996) | 3 (1992, 2000, 2007) | -         | -         |
| Кувейт            | 1 (1980)             | 1 (1976)             | 1 (1984)  | 1 (1996)  |
| Ирак              | 1 (2007)             | -                    | -         | 1 (1976)  |
| ОАЭ               | -                    | 1 (1996)             | -         | 1 (1992)  |
| Бахрейн           | -                    | -                    | -         | 1 (2004)  |
| Катар             | 1 (2019)             | -                    | -         | -         |

### Кубок африканских наций
| Команда | Победа                                       | Финал          | 3-е место            | 4-е место            |
| ------- | -------------------------------------------- | -------------- | -------------------- | -------------------- |
| Египет  | 7 (1957, 1959, 1986, 1998, 2006, 2008, 2010) | 1 (1962)       | 3 (1963, 1970, 1974) | 3 (1976, 1980, 1984) |
| Тунис   | 1 (2004)                                     | 2 (1965, 1996) | 1 (1962)             | 3 (1978, 2000, 2019) |
| Судан   | 1 (1970)                                     | 2 (1959, 1963) | 1 (1957)             | -                    |
| Алжир   | 2 (1990 ,2019)                               | 1 (1980)       | 2 (1984, 1988)       | 1 (1982)             |
| Марокко | 1 (1976)                                     | 1 (2004)       | 1 (1980)             | 2 (1986, 1988)       |
| Ливия   | -                                            | 1 (1982)       | -                    | -                    |

## Соревнования

### Сборных
- Кубок арабских наций
- Кубок наций Персидского залива
- Футбол на Панарабских играх
- Арабский чемпионат по мини-футболу
- Молодёжный Кубок наций Персидского залива (до 23 лет)
- Юношеский Кубок наций Персидского залива (до 17 лет)

### Клубные

#### Действующие
- Арабская лига чемпионов
- Кубок чемпионов Персидского залива

#### Прекратившие существование
- Арабский кубок обладателей кубков
- Арабский суперкубок